# بيترابورتسيو
بيترابورتسيو هي بلدية (كوميون) في مقاطعة كونيو في المنطقة الإيطالية بيدمونت، وتقع في فالي ستورا على بعد قرابة 100 كيلومتر (62 ميل) جنوب غرب تورينو و 40 كيلومتر (25 ميل) غرب كونيو، على الحدود مع فرنسا.
تقع مدينة بيترابورتسيو على حدود البلديات التالية: أرغينتيرا، كانوزيوس، سان إتين دي تيني (فرنسا)، سامبوكو، فيناديو.